# 단사 가군
환론에서 단사 가군(單射加群, 영어: injective module)은 이를 포함하는 모든 가군을 직합으로 쪼갤 수 있는 가군이다. 가군의 범주에서의 단사 대상이다.

## 정의
환 {\displaystyle R} 위의 왼쪽 가군 {\displaystyle Q}에 대하여 다음 조건들이 서로 동치이며, 이를 만족시키는 가군을 단사 왼쪽 가군이라고 한다.
- 임의의 짧은 완전열 {\displaystyle 0\to Q\to M\to K}은 분할 완전열이다. 즉, 임의의  {\displaystyle R} 위의 왼쪽 가군 {\displaystyle M}에 대하여 {\displaystyle Q\subset M}이라면, {\displaystyle M=Q\oplus N}인 부분 가군 {\displaystyle K\subset M}이 존재한다.
- {\displaystyle Q}는 범주 {\displaystyle R{\text{-Mod}}}의 단사 대상이다. 즉, 함자 {\displaystyle \hom(-,Q)\colon R{\text{-Mod}}^{\operatorname {op} }\to \operatorname {Ab} }은 완전 함자이다.
- 임의의 가군 준동형 {\displaystyle f\colon M\to Q} 및 단사 가군 준동형 {\displaystyle \iota \colon M\hookrightarrow {\tilde {M}}}에 대하여, {\displaystyle {\tilde {f}}\circ \iota =f}인 가군 준동형 {\displaystyle {\tilde {f}}\colon {\tilde {M}}\to Q}가 존재한다. (그러나 이는 유일할 필요가 없다. 즉, 보편 성질이 아니다.)
{\displaystyle {\begin{matrix}0&\to &M&\to &{\tilde {M}}\\&&\downarrow &\swarrow \scriptstyle \exists \\&&Q\\\end{matrix}}}
- (베어 조건 영어: Baer’s criterion) 임의의 왼쪽 아이디얼 {\displaystyle I\subseteq R} 및 가군 준동형 {\displaystyle f\colon I\to Q}에 대하여, {\displaystyle {\tilde {f}}|_{I}=f}인 가군 준동형 {\displaystyle {\tilde {F}}\colon R\to Q}가 존재한다.
{\displaystyle {\begin{matrix}0&\to &I&\to &R\\&&\downarrow &\swarrow \scriptstyle \exists \\&&Q\\\end{matrix}}}

마찬가지로, 오른쪽 가군에 대하여 단사 오른쪽 가군을 정의할 수 있다.

## 성질
임의의 왼쪽 가군들의 집합 {\displaystyle \{M_{i}\}_{i\in I}}에 대하여, 다음이 동치이다.
- 직접곱 {\displaystyle \prod _{i\in I}M_{i}}이 단사 왼쪽 가군이다.
- 모든 {\displaystyle i\in I}에 대하여 {\displaystyle M_{i}}가 단사 왼쪽 가군이다.

유한 개의 가군의 직합은 직접곱과 같으므로, 위 성질이 성립한다.
배스-파프 정리 영어: Bass–Papp theorem에 따르면, 임의의 환 {\displaystyle R}에 대하여 다음 조건들이 서로 동치이다.:80–81, Theorem 3.46
- {\displaystyle R}는 왼쪽 뇌터 환이다.
- {\displaystyle R}의 왼쪽 단사 가군들의 귀납적 극한은 단사 왼쪽 가군이다.
- {\displaystyle R}의 왼쪽 단사 가군들의 임의의 (무한 또는 유한) 직합은 단사 왼쪽 가군이다.
- {\displaystyle R}의 가산 개의 왼쪽 단사 가군들의 직합은 단사 왼쪽 가군이다.

## 분류
단사 가군은 데데킨트 정역 또는 보다 일반적으로 뇌터 가환환 위에서 분류될 수 있다.

### 데데킨트 정역
데데킨트 정역 {\displaystyle D} 위의 모든 단사 가군은 분해 불가능 단사 가군들의 직합으로 나타낼 수 있으며, 이 분해는 동형 아래 유일하다. (분해 불가능 가군은 자명하지 않은 가군들의 직합으로 나타낼 수 없는 가군이다.)
데데킨트 정역 {\displaystyle D}에 대하여, {\displaystyle D} 위의 분해 불가능 단사 가군들의 동형류의 집합은 {\displaystyle D} 위의 소 아이디얼들의 집합 {\displaystyle \operatorname {Spec} D}와 일대일 대응한다. 구체적으로, 소 아이디얼 {\displaystyle {\mathfrak {p}}\in \operatorname {Spec} D}에 대응하는 분해 불가능 단사 가군은 다음과 같다.
- 만약 {\displaystyle {\mathfrak {p}}\neq (0)}일 경우: {\displaystyle R_{\mathfrak {p}}/R}
- 만약 {\displaystyle {\mathfrak {p}}=(0)}일 경우: 분수체 {\displaystyle R_{(0)}=\operatorname {Frac} R}

여기서 {\displaystyle R_{\mathfrak {p}}}는 {\displaystyle R\setminus {\mathfrak {p}}}에서의 국소화이다. 예를 들어, 분수체 {\displaystyle \operatorname {Frac} D=R_{(0)}}는 {\displaystyle D}의 분해 불가능 단사 가군이며, 영 아이디얼 {\displaystyle (0)\subset D}에 대응한다.
예를 들어, 데데킨트 정역인 정수환 {\displaystyle \mathbb {Z} } 위의 단사 가군 (=나눗셈군) 가운데  분해 불가능 단사 가군인 것은 다음이 전부이다.
- 유리수체의 덧셈군 {\displaystyle \mathbb {Q} =\operatorname {Frac} D}
- 소수 {\displaystyle p}에 대하여, 프뤼퍼 군 {\displaystyle \mathbb {Z} (p^{\infty })=\mathbb {Z} _{(p)}/\mathbb {Z} }

모든 나눗셈군은 위 아벨 군들의 직합으로 유일하게 나타낼 수 있다.

### 뇌터 가환환
뇌터 가환환 {\displaystyle R} 위의 모든 단사 가군은 분해 불가능 단사 가군들의 직합으로 나타낼 수 있으며, 이 분해는 동형 아래 유일하다.
뇌터 가환환 {\displaystyle R}에 대하여, {\displaystyle R} 위의 분해 불가능 단사 가군들의 동형류의 집합은 {\displaystyle R} 위의 소 아이디얼들의 집합 {\displaystyle \operatorname {Spec} R}와 일대일 대응한다. 구체적으로, 소 아이디얼 {\displaystyle {\mathfrak {p}}\in \operatorname {Spec} D}에 대응하는 분해 불가능 단사 가군은 {\displaystyle R/{\mathfrak {p}}}의 단사 폐포(영어: injective hull, {\displaystyle R/{\mathfrak {p}}}를 포함하는 가장 작은 단사 가군)이다. {\displaystyle R/{\mathfrak {p}}}의 단사 폐포는 표준적으로 {\displaystyle R_{\mathfrak {p}}}-가군을 이루며, {\displaystyle R/{\mathfrak {p}}}의 {\displaystyle R}-가군으로서의 단사 폐포는 {\displaystyle R/{\mathfrak {p}}}의 {\displaystyle R_{\mathfrak {p}}}-가군으로서의 단사 폐포와 일치한다.

## 예
자명 가군은 단사 가군이다. 체 위의 벡터 공간은 단사 가군이다.
정수환 위의 단사 가군은 나눗셈군이라고 한다.
임의의 정역 {\displaystyle R} 위에서, {\displaystyle R}를 포함하는 가장 작은 단사 가군은 분수체 {\displaystyle \operatorname {Frac} R}이다. 특히, 체가 아닌 정역은 스스로 위의 단사 가군이 아니다.

### 스스로 위의 가군으로서의 환
몫환 {\displaystyle \mathbb {Z} /(n)}은 스스로의 가군으로서 단사 가군이다. 보다 일반적으로, 데데킨트 정역 {\displaystyle D}의 아이디얼 {\displaystyle {\mathfrak {a}}\subsetneq D}에 대하여 ({\displaystyle D\neq {\mathfrak {a}}}), {\displaystyle D/{\mathfrak {a}}}는 스스로 위의 가군으로서 단사 가군이다.
모든 프로베니우스 대수는 스스로 위의 가군으로서 단사 가군이다.

## 역사
라인홀트 베어(독일어: Reinhold Baer, 1902~1979)가 1940년에 단사 가군의 개념을 정의하였고, 또 베어 조건을 증명하였다. 이후 단사 가군의 개념은 단사 대상으로 일반화되었다.

## 같이 보기
- 사영 가군
- 단사 대상
- 나눗셈군
- 단사층